# Alejandro Durán
Gilberto Alejandro Durán Díaz (El Paso, Cesar, 9 de febrero de 1919-Montería, Córdoba, 15 de noviembre de 1989), conocido también como Alejo Durán, Alejandro Durán y  el negro Alejo, fue un acordeonero, compositor y cantante colombiano de vallenato. En 1968 ganó el concurso de acordeoneros del primer Festival de la Leyenda Vallenata, convirtiéndose así en el primer Rey Vallenato.

## Origen
Gilberto Alejandro Durán Díaz nació en El Paso, Cesar, Colombia, el 9 de febrero de 1919. Fue Hijo de Náfer Donato Durán Mojica y Juana Francisca Díaz Villarreal. Entre sus hermanos figuran Luis Felipe Durán y el cantautor y acordeonero Náfer Durán. Su hermano Luis Felipe grabó un álbum en 1949 sin mucho éxito.
Sus ancestros provienen de Antioquia con Pío Durán, su bisabuelo, quien era músico e interpretaba el tiple, su hijo Juan Bautista Durán Pretel y abuelo de Náfer, también fue músico, acordeonero y gaitero.
El Paso es un pueblo situado entre los ríos Cesar y Ariguaní, habitado desde un principio por vaqueros, agricultores y tocadores de tambor. De niño, Alejandro deambulaba por la sabana, trabajando desde los diez años en la finca Las Cabezas.

## Carrera

### Inicios
Cuando tenía 23 años, empezó a trabajar como ayudante de vaquería en algunas fincas del departamento del Magdalena Grande. Allí Alejo descubre en la voz de los vaqueros, el tono y los temas de las canciones rústicas tan ajenos a lo que conocía, dejándolo cautivado.
En 1943, a los 24 años, saca el viejo acordeón de su tío Octavio de un baúl en donde empieza a tocarlo y hacerlo sonar de acuerdo con su tono de voz grave, ronca y parecida a la de su madre cuando cantaba tamboras en diciembre.
Según David Sánchez Juliao, Durán aprendió a tocar la caja, violina y guacharaca, el acordeón ya mencionado lo aprendió cuando ya era mayor y tuvo entre sus profesores a Octavio Mendoza conocido como "El negro Mendo" y Víctor Julio Silva. Con sus hermanos Náfer y Luis Felipe organizaron un grupo musical y amenizaban fiestas en la región del sur de Bolívar. Su primer disco lo grabó en Barranquilla con sus hermanos y nombraron la agrupación "El Conjunto de los Tres Duranes" que grabaron bajo los sellos discográficos; Fuentes, Curro, Silver, C.B.S y Tropicaly.  Durán adquirió el apodo de "El Rey Negro del Acordeón" por parte de sus admiradores. Su primera canción fue un son llamado Las Cocas.
Durán fue quien extrajo al acordeón las notas más sonoras y fuertes, acompañándolas con el titubeo de su cabeza que llevaba siempre embutida en un sombrero sabanero. Su monótona melodía, su estilo pausado, el modo de interpretar, las entonaciones que salían de una sola hilera del acordeón, se parecían a los primeros juglares que se dieron a la tarea de descubrir los secretos escondidos de los primeros instrumentos. Su fama empezaba y por ese entonces en El Paso ya se hablaba de él, porque sus discos llegaban a la orilla del río.

### Festival de la Leyenda Vallenata
En el primer Festival de la Leyenda Vallenata (1968), organizado en la casona colonial de Hernando Molina, se realizó en medio del escepticismo de amigos y allegados de Alfonso López Michelsen y Consuelo Araújo Noguera, quienes no creyeron que el certamen pudiera alcanzar el éxito que finalmente tuvo. En una improvisada tarima de madera se llevó a cabo el Primer Concurso de Acordeoneros en cuya final compitieron Luis Enrique Martínez, Ovidio Granados Durán, Emiliano Zuleta Baquero y Alejandro Durán Díaz.
Un gran grupo de sus seguidores daba por descontado que el Rey sería Emiliano Zuleta, y bajo ese supuesto se lo llevaron a celebrar anticipadamente durante toda la tarde, de tal manera que por la noche, cuando llegó la hora de la competencia, Emiliano no estuvo disponible durante los tres llamados que se le hicieron para que subiera a competir. Esto motivó su descalificación y le despejó el camino a Alejo Durán, quien para ese entonces no tenía el renombre y la popularidad que después lo hizo famoso.
Alejo concursó con la puya "Mi pedazo de acordeón", el son "Alicia Adorada", el merengue "Elvirita" y el paseo "La cachucha bacana". El segundo lugar fue para Ovidio Granados y el tercero para Luis Enrique Martínez. Fueron jurados Rafael Escalona Martínez, Tobías Enrique Pumarejo, Gustavo Gutiérrez Cabello, Jaime Gutiérrez de Piñeres y Carlos H. Escobar.

### Primer festival Rey de Reyes
En 1987, con motivo de la vigésima edición del Festival de la Leyenda Vallenata, se resolvió la organización de una edición especial del festival la cual sería conocida como "Rey de Reyes". En ella participarían los acordeoneros que hubiesen ganado el festival anteriormente, con lo cual se esperaba que se oxigenase el festival de cara al público. En dicho festival participaron juglares como Luis Enrique Martínez (rival de Durán en el primer festival), Elberto López, Egidio Cuadrado, Raúl Martínez, Calixto Ochoa, Orángel Maestre, Nicolás "Colacho" Mendoza y Alejandro Durán, siendo los cuatro últimos finalistas en aquella edición. Alfredo Gutiérrez no se presentó al festival por alegaciones de amaños, opinión que era compartida por Alejo y Luis Enrique.
En la final del concurso, cuando parecía seguro ganador y siendo favorito absoluto del público, Alejo equivocó la ejecución de los bajos en la puya de su autoría "Pedazo de acordeón". Acto seguido, detuvo la ejecución y, abriendo los brazos dijo al público presente en la plaza Alfonso López de Valledupar: "Pueblo: me he acabado de descalificar yo mismo". Y procedió a dar las explicaciones del caso al jurado y a bajarse de la tarima Francisco El Hombre. Posteriormente, ante la insistencia del público, el jurado le permitió terminar su actuación, pero la corona fue finalmente para Nicolás Mendoza en medio de protestas y disparos.

## Discografía
- 1961 La ola del vallenato
- 1964 Canto a sabanas
- 1965 El rey del vallenato
- 1965 Llévame
- 1967 Cachucha bacana
- 1968 Festival vallenato primer premio
- 1968 Pedazo de acordeón
- 1968 Trago gorriao
- 1968 Triunfador del festival vallenato
- 1969 Fuera de concurso
- 1969 No fían ron
- 1969 Rey negro del acordeón vallenato
- 1969 Ron con limón
- 1970 Alejandro Durán interpreta a Escalona
- 1970 El pajarito
- 1970 Mi ramillete
- 1970 Nuevamente
- 1971 El tigre
- 1971 Mas vallenatos
- 1971 Sabor de fiesta
- 1972 Alejandrito
- 1972 El gran alejo
- 1972 Rey negro del acordeón vallenato - Vol 8
- 1972 Rey Negro en acordeón vallenato
- 1973 1-Alejo 73
- 1973 Nube viajera y otros éxitos
- 1974 La luz - Rio crecido
- 1975 A Santa Marta antigua
- 1975 Alejo se muere de risa
- 1975 El indio sinuano
- 1976 El negro del acordeón
- 1976 Mi dolor
- 1977 El guayabo de alejo
- 1977 El leñazo
- 1978 Tu retrato
- 1979 Maldito trago
- 1980 Ya viene el vallenato
- 1981 Alejandro Durán y su época de oro - Vol 2
- 1982 Sabor vallenato
- 1984 Mi estilo
- 1985 Una voz Hecha Historia
- 1986 De parranda con alejo
- 1989 El maestro
- 1989 Siempre

## Legado
Algunas de sus composiciones e interpretaciones más destacadas son Fidelina, Altos del Rosario, 039, El Mejoral, Guepajé, Pobrecito corazón, Los campanales, Este Pobre Corazón, El bautismo, El Compromiso, Los Lentes, La Puya Vallenata, Mi Folclor, Carmencita, Besito Cortao, A dónde estará Durán, El Adivino, A mi Pueblo, Qué tienen las mujeres, Las Viejas no me quieren y Ceja Encontrada. En ellas canta a las mujeres (Alicia Adorada -letra de Juancho Polo Valencia-, Evangelina, Elvirita, Reyita, Candy, Cata, Ángela, Cornelia, La Niña Guillo, Mayito y Cholita, entre otras), a los amigos, al paisaje y a las costumbres de su tierra. 
En sus interpretaciones usó interjecciones populares como "¡Oa!", "¡Hombe!", "¡Apa!", "¡Sabroooso!", y "¡Aaay!". En donde cultivó todos los ritmos vallenatos, la puya ("Pedazo de Acordeón", entre otras), el paseo ("La cachucha bacana", entre otras), el merengue ("Maruja", entre otras), el son ("Joselina Daza", "Fidelina", entre otras) y la tambora ("La candela viva", del compositor Heriberto Pretel).
En el año 2000, Caracol Televisión estrenó una telenovela en homenaje al juglar llamada Alejo, la búsqueda del amor.

## Muerte
Gilberto Alejandro Durán Díaz murió el 15 de noviembre de 1989 en Montería; días atrás un infarto de miocardio deterioraba su salud ya condicionada por la diabetes. Sus restos reposan en el cementerio Jardines de Esperanza de Planeta Rica.

## Filmografía
- Alejo, la búsqueda del amor: telenovela basada en la vida de Alejo Durán producida por Caracol Televisión y protagonizada por Moisés Angulo.

## Honores
Una estatua de tamaño natural en bronce traslúcido en el parque de los Juglares en Planeta Rica, Córdoba, inaugurada en 2019.
La rotonda 'Pedazo de acordeón' de Valledupar, donde convergen las carreras 9, 19 y la calle 30, fue nombrada en honor a su composición. En el centro de la rotonda se encuentra la escultura abstracta 'Pedazo de acordeón', obra del artista Gabriel Beltrán por encargo del alcalde Aníbal Martínez, e inaugurada el 30 de noviembre de 1991.
El Festival Vallenato que se realiza anualmente en el municipio de El Paso fue llamado Festival Pedazo de Acordeón en honor a la composición.
Una escuela en el municipio de Altos del Rosario, Bolívar, lleva el nombre de Alejandro Durán Díaz.

### Congos de Oro
Otorgado en el Festival de Orquestas del carnaval de Barranquilla:
| Año  | Trabajo nominado | Categoría             | Resultado |
| ---- | ---------------- | --------------------- | --------- |
| 1985 | Alejo Durán      | Congo de Oro Especial | Ganador   |